# 出现在东德邮票上的在世人物列表
原则上讲，德意志民主共和国的邮票上除了本国国家元首之外不允许出现其他在世人物。但是这一原则曾经多次被打破，1951年12月为纪念“苏德友谊”，东德邮票上就已经出现了斯大林奖获得者Pawel Bykow和东德国家奖获得者Erich Wirth的肖像。一些友好国家的国家元首，如毛泽东、赫鲁晓夫、克莱门特·哥特瓦尔德等的肖像，也在东德邮票上出现过。此外访问过东德的苏联宇航员以及东德本国唯一的宇航员西格蒙德·雅恩（共5次）也获得了出现在东德邮票上这一资格。
1965年发行的纪念艾伯特·史怀哲90岁生日的邮票是唯一一张没有任何政治原因的标有在世人物的东德邮票。
而1990年两德统一前夕发行的纪念教皇约翰·保罗二世70岁生日的邮票，是东德最后的一批邮票之一，也是最后一张标有在世人物的东德邮票。
本条目列出了所有包含在世人物的东德邮票。

## 邮票列表
| 邮票                                                                   | 人物 | 发行原因 | 发生时间                      | 编号                                                                       |
|                                                                        | 威廉·皮克 | 德意志民主共和国第一任总统。 系列邮票:东德总统威廉·皮克。 | 1950年5月27日至1958年         | 251–255, 322–326, 342, 343, 622, 623,                                      |
|                                                                        | 威廉·皮克 博莱斯瓦夫·贝鲁特 | 德波友谊 | 1951年4月22日                 | 284, 285                                                                   |
|                                                                        | 毛泽东 | 德中友谊 | 1951年6月27日                 | 286, 288                                                                   |
|                                                                        | Pawel Bykow和Erich Wirth 斯大林和威廉·皮克 | 纪念德苏友谊月。 第一张邮票面值12芬尼，Pawel Bykow为斯大林奖得主，Erich Wirth为东德国家奖得主。 第二张邮票面值24芬尼。 | 1951年11月1日 1951年11月15日  | 296, 297                                                                   |
|                                                                        | 克莱门特·哥特瓦尔德 | 纪念捷克斯洛伐克总统克莱门特·哥特瓦尔德对东德进行国事访问。 | 1952年5月1日                  | 302                                                                        |
|                                                                        | 威廉·皮克 | 德意志民主共和国首位总统。 德意志民主共和国5周年国庆。 | 1954年19月6日                 | 443, 444                                                                   |
|                                                                        | 威廉·皮克 | 纪念威廉·皮克总统83岁生日。 | 1959年1月3日                  | 673                                                                        |
|                                                                        | 瓦尔特·乌布利希 | 系列邮票:东德国务委员会主席瓦尔特·乌布利希。 | 1961年8月29日至1972年7月      | 845–848, 934–938, 1080, 1331, 1540, 968, 969, 1087, 1088, 1481, 1482, 1689 |
| 127px, die zu Lebzeiten auf einer Briefmarke der DDR abgebildet wurden | 尤里·加加林 | 纪念首位进入太空的宇航员。 | 1961年4月20日                 | 823                                                                        |
|                                                                        | 盖尔曼·蒂托夫 瓦尔特·乌布利希 | 纪念第二位进入太空的苏联宇航员盖尔曼·蒂托夫访问东德。 - 第一张邮票面值5芬尼，内容为盖尔曼·蒂托夫和少先队员在一起。 - 第二章邮票面值10芬尼，内容为盖尔曼·蒂托夫在莱比锡访问。 - 第三章邮票面值15芬尼，内容为盖尔曼·蒂托夫在东方二号宇宙飞船中。 - 第四章邮票面值20芬尼，内容为盖尔曼·蒂托夫接受瓦尔特·乌布利希颁发卡尔·马克思勋章。 - 第五章邮票面值400芬尼，内容为盖尔曼·蒂托夫和瓦尔特·乌布利希在柏林环游。 | 1961年12月11日                | 863–866, 868                                                               |
|                                                                        | 帕维尔·波波维奇 安德里安·尼古拉耶夫 | 纪念东方三号和东方四号完成人类首次宇宙飞船空间编队飞行。 | 1962年9月13日                 | 一联纪念邮票17 917                                                         |
|                                                                        | 尤里·加加林 盖尔曼·蒂托夫 帕维尔·波波维奇 安德里安·尼古拉耶夫 | 纪念苏联宇宙飞船发射5周年。 | 1962年12月28日                | 小开张 926–933                                                             |
|                                                                        | 瓦莲京娜·捷列什科娃 瓦莱里·别克维斯基 | 纪念东方五号和东方六号宇宙飞船空间编队飞行。 | 1963年7月18日                 | 970–971                                                                    |
|                                                                        | 瓦莲京娜·捷列什科娃和尤里·加加林 | 纪念两位苏联宇航员访问东德。 | 1963年10月17日 1963年11月19日 | 993–996                                                                    |
|                                                                        | 尼基塔·赫鲁晓夫 | 纪念赫鲁晓夫70岁生日。 第一张邮票面值25芬尼，内容为赫鲁晓夫与工人在一起。 第二张邮票面值40芬尼，内容为赫鲁晓夫与瓦莲京娜·捷列什科娃和尤里·加加林在一起。 | 1964年4月15日                 | 1020–1021                                                                  |
|                                                                        | 艾伯特·史怀哲 - 10 芬尼: “伟大的人道主义者和医生” - 20 芬尼: “与战争和“核武致死”的斗争者” - 25 芬尼: “伟大的音乐家和巴赫音乐诠释家”                                                                                                   | 90岁生日 | 1965年1月14日                 | 1084–1086                                                                  |
|                                                                        | 瓦尔特·乌布利希 | 纪念德国统一社会党成立20周年。 | 1966年3月31日                 | 1177                                                                       |
|                                                                        | 瓦尔特·乌布利希 | 纪念国务委员会主席瓦尔特·乌布利希75岁生日。 | 1968年6月27日                 | 1383                                                                       |
|                                                                        | 路易斯·科尔巴兰 | 与智利人民团结在一起。 | 1973年11月5日                 | 1890                                                                       |
|                                                                        | 西格蒙德·雅恩 | 首位德国宇航员。 | 1978年9月21日                 | 2361                                                                       |
|                                                                        | Waleri Bykowski和西格蒙德·雅恩 | 东德宇航员在Sojus 31火箭上 | 1978年9月21日                 | Block 53 2363                                                              |
|                                                                        | Waleri Bykowski和西格蒙德·雅恩 | 自法西斯暴政解放40周年 | 1985年5月7日                  | 2941                                                                       |
|                                                                        | - 40芬尼: 尤里·加加林与Wostok号火箭 - 50芬尼: 宇航员Waleri Bykowski与西格蒙德·雅恩, 于轨道舱和宇航任务徽章 - 70芬尼: Venera号金星探测器与傅里叶号光谱仪, 以及绕着金星的运行轨道 - 85芬尼: 多光谱摄像机MKF-6号, 轨道设施, 飞船和研究船 | 载人航天25周年纪念 | 1986年3月25日                 | Zusammendruck 3005–3008                                                    |
|                                                                        | - 5芬尼: 宇航员西格蒙德·雅恩和Waleri Bykowski在太空船Sojus 29号返回舱上签名 - 10芬尼: 主题同5芬尼 - 10芬尼（小型张）:带有4张10芬尼邮票的小型张，主题同五芬尼版                                                                        | 苏联-东德共同执行太空任务十周年 | 1988年6月21日 1988年8月30日   | 3170, 3190, Kleinbogen mit Marke 3190                                      |
|                                                                        | 约翰·保罗二世 | 纪念教皇70岁生日。 | 1990年5月15日                 | 3337                                                                       |

在世人物作为象征主题的例子：
| 邮票 | 人物 | 发行原因                                         | 发生时间     | 编号 |
|      | 由于彩虹配色自行车紧身衣仅限自行车赛当值冠军穿戴，且邮票于1960年发行，可以推断出上面人物为Gustav-Adolf Schur。 | 1960年8月13~14日举办的1960年世界自行車公路錦標賽 | 1960年8月3日 | …    |